# Gerbillus poecilops
Gerbillus poecilops је врста глодара из породице мишева.

## Распрострањење
Врста има станиште у Саудијској Арабији и Јемену.

## Станиште
Станиште врсте су планине.

## Угроженост
Ова врста није угрожена, и наведена је као последња брига јер има широко распрострањење.